# P-5 Pjatjorka
P-5 Pjatjorka, P-6 och P-35 Progress är en serie av snarlika sovjetiska kryssnings- och sjömålsrobotar vilka alla har NATO-rapporteringsnamn SS-N-3 Shaddock (”Pompelmus”).

## Historia
1954 började Vladimir Tjelomej på eget bevåg att utveckla en robot för Sovjetiska flottan. Roboten var överlägsen den konkurrerande roboten P-10 från Beriev eftersom den kunde starta direkt ur en avfyringstub, och inte behövde monteras och tankas på däck innan avfyring. Detta innebar att roboten var världens första med automatiskt utfällbara vingar. Roboten som var ett svar på den amerikanska Regulus-roboten fick beteckningen P-5. Den provsköts första gången 4 augusti 1957 vid Balaklava vid Svarta havet. Den 8 augusti 1955 började den första Whiskey-klass-ubåten modifieras med två avfyringstuber på däck. De första provskjutningarna från ubåt genomfördes i slutet av november 1957 utanför Severodvinsk i Vita havet. P-5 togs officiellt i tjänst 19 juni 1959.
17 augusti 1956 beslutade Sovjetunionens ministerråd att designbyrån Masjinostrojenija (OKB-52) skulle utveckla två nya robotar baserade på P-5; P-6 för ubåtar och P-35 för kryssaren Projekt 58 (Kynda-klass). P-6 provsköts första gången 23 december 1959 och 23 juni 1964 antogs den officiellt som beväpning på de dieselelektriska ubåtarna Projekt 651 (Juliett-klass) och atomubåtarna Projekt 675 (Echo-klass). P-35 provsköts första gången 21 oktober 1959 och de första robotarna togs i tjänst ombord på den nybyggda kryssaren Groznyj (Грозный) 1961. År 1964 började robotarna även att användas på kryssarna Projekt 1134 Berkut (Kresta I-klass).
Robotarna snart blev omoderna och ersattes av P-500 Bazalt och P-700 Granit för stridsfartyg. Ombord på ubåtar behölls den i tjänst trots sina brister. De modernare robotarna P-70 Ametist och P-120 Malachit var mindre och hade betydligt kortare räckvidd. Det var först efter Sovjetunionens fall som de sista robotarna togs ur tjänst, ersatta av Granit-robotar ombord på ubåtarna av Granit- och Antej-klass.

## Konstruktion
Räckvidden på 400 km är betydligt längre än det avstånd på vilket ubåtar och stridsfartyg kan upptäcka mål. Därför fick P-6 och P-35 möjlighet att ta emot måldata från det flygburna spaningssystemet Uspech (”Framgång”, NATO-rapporteringsnamn Big Bulge) ombord på Tu-95RD, Tu-16R och Ka-25Ts. Från hög höjd kunde dessa flygplan upptäcka fartyg på över 400 km avstånd.
Robotarna kunde inte avfyras från undervattensläge, utan ubåten var tvungen att gå upp i ytläge, fälla upp avfyringstuberna 15° och öppna tubluckorna innan robotarna kunde avfyras. Även om tiden vid ytan var relativt kort tack vare att tuberna och tubluckorna kunde manövreras hydrauliskt och att robotarna kunde skjutas direkt ur avfyringstuberna var ubåtarna mycket sårbara i ytläge.

## Varianter
- P-5 (SS-N-3c) – Kryssningsrobot med enbart tröghetsnavigering baserad på ubåtar av typen "Whiskey long bin" och "Whiskey twin cylinder".
- P-5D – P-5 med förbättrad precision tack vare mer exakta gyroskop och höjdmätare med dopplerradar för att även kunna mäta avdriften.
- P-6 (SS-N-3a) – Sjömålsversion med radarmålsökare och kapacitet att ta emot måluppdateringar. Baserad på ubåtar av Juliett-klass och Echo-klass.
- P-35 (SS-N-3b) – Sjömålsversion för stridsfartyg baserad på kryssare av Kynda-klass och Kresta I-klass.

## Bilder

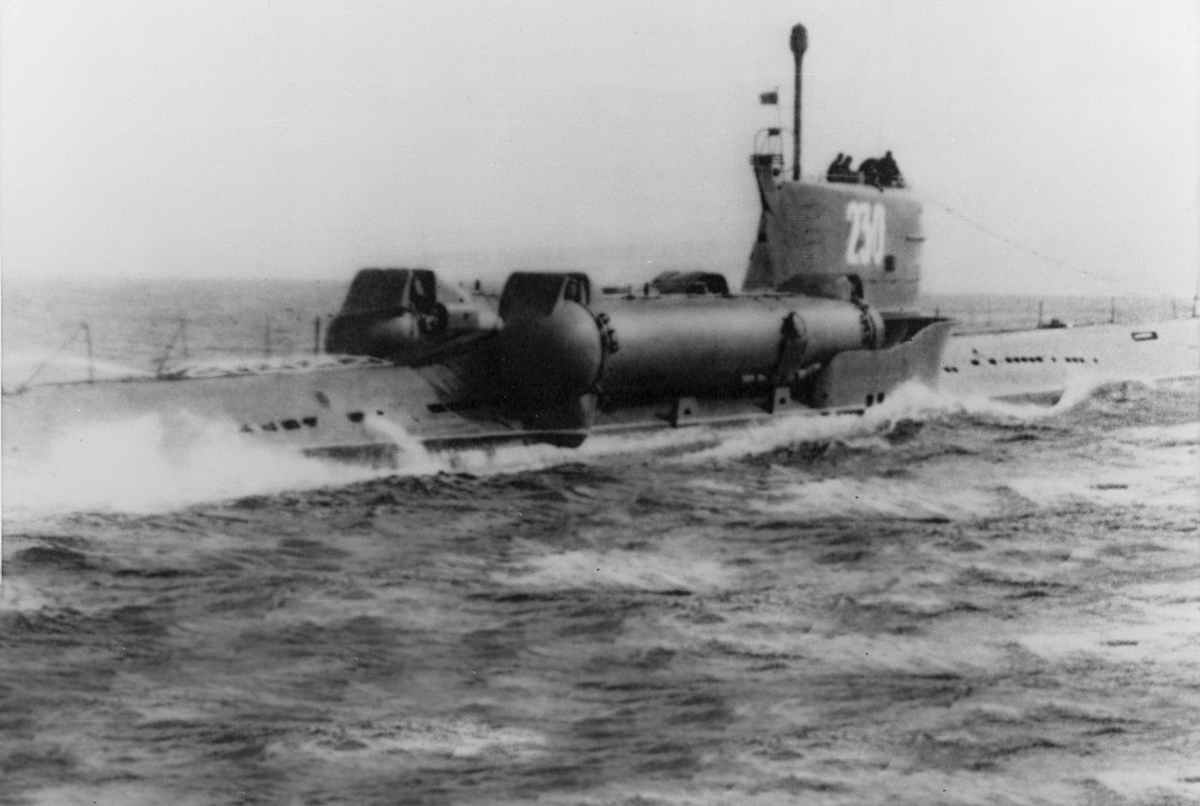
En Whiskey Twin Cylinder. Den första ubåten som bar P-5 robotar.
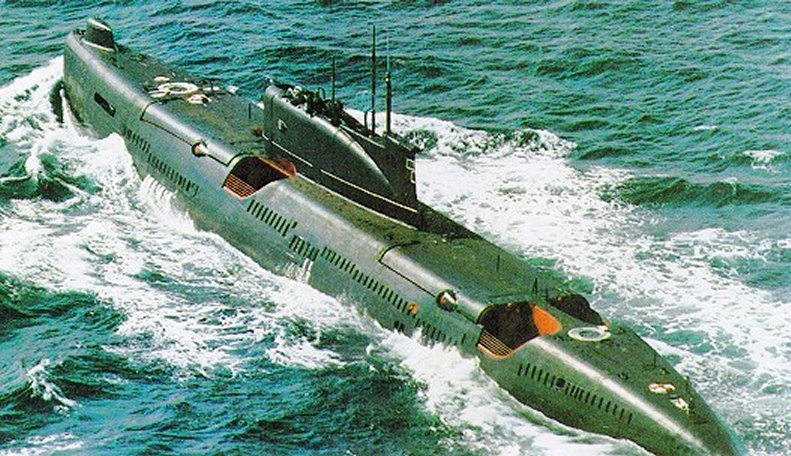
En Juliett-klass ubåt har plats för fyra robotar.
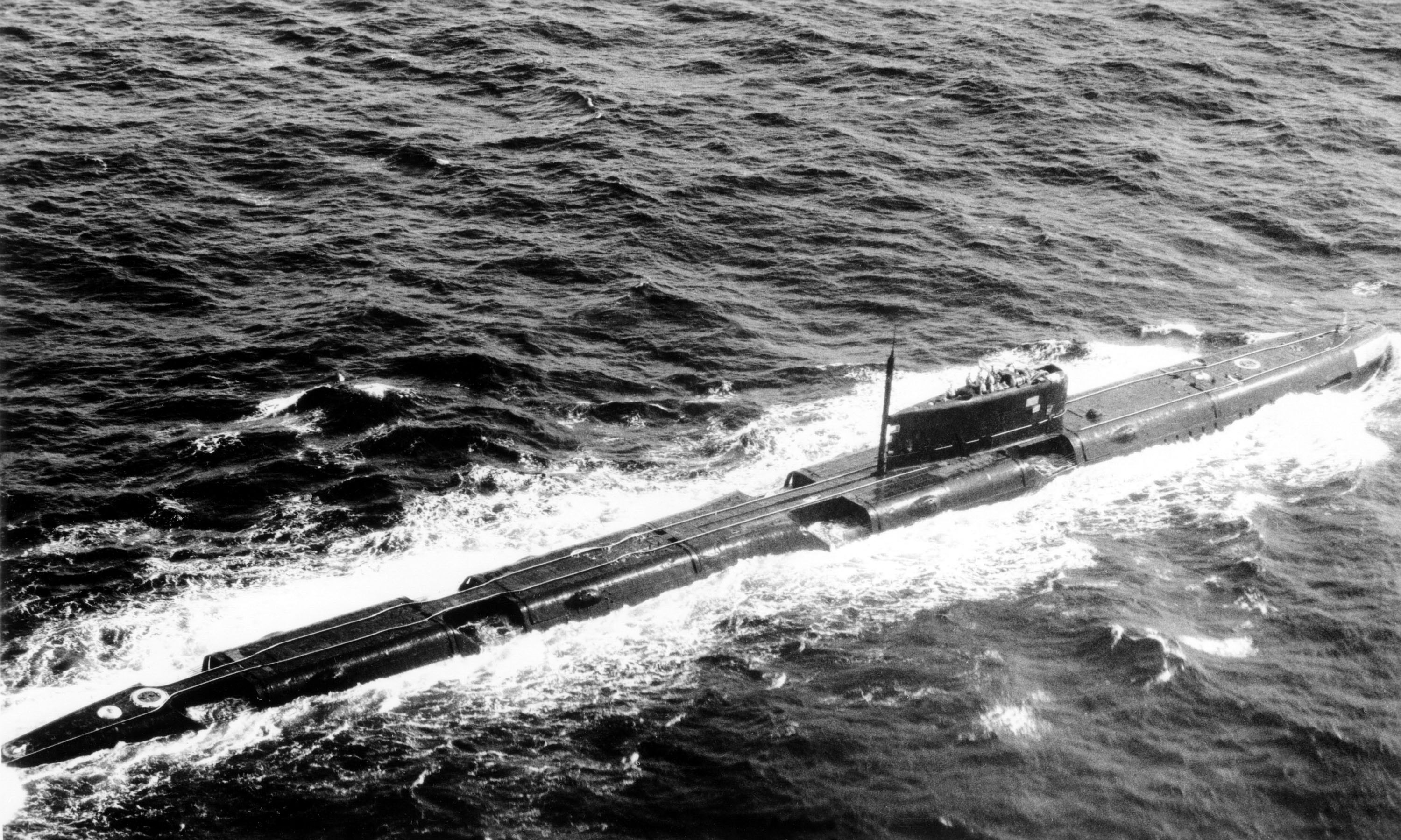
Echo-klassen är större och har plats för åtta robotar.
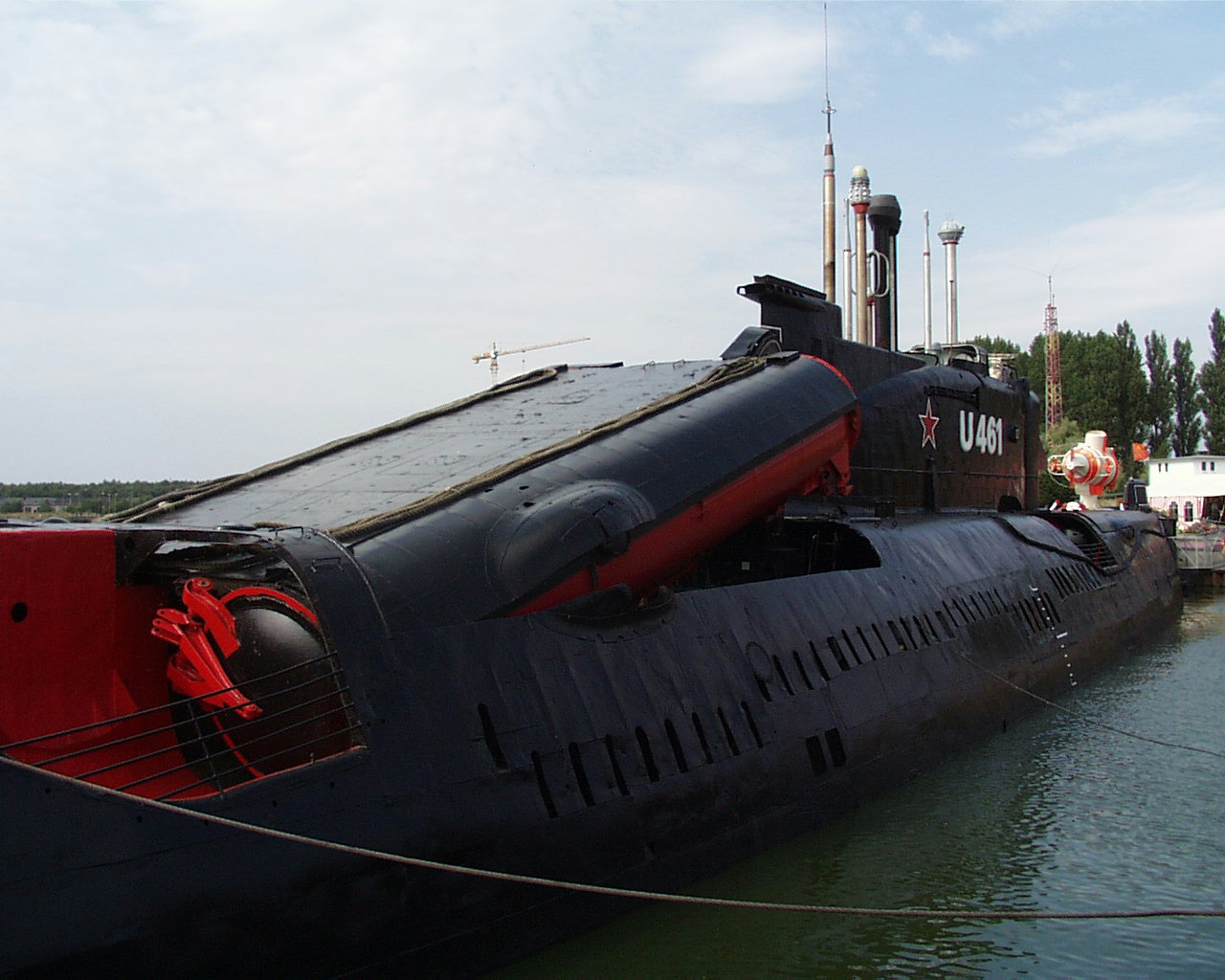
En Juliett-klass ubåt vid marinmuseet i Peenemünde visar en avfyringstub i uppfällt läge.
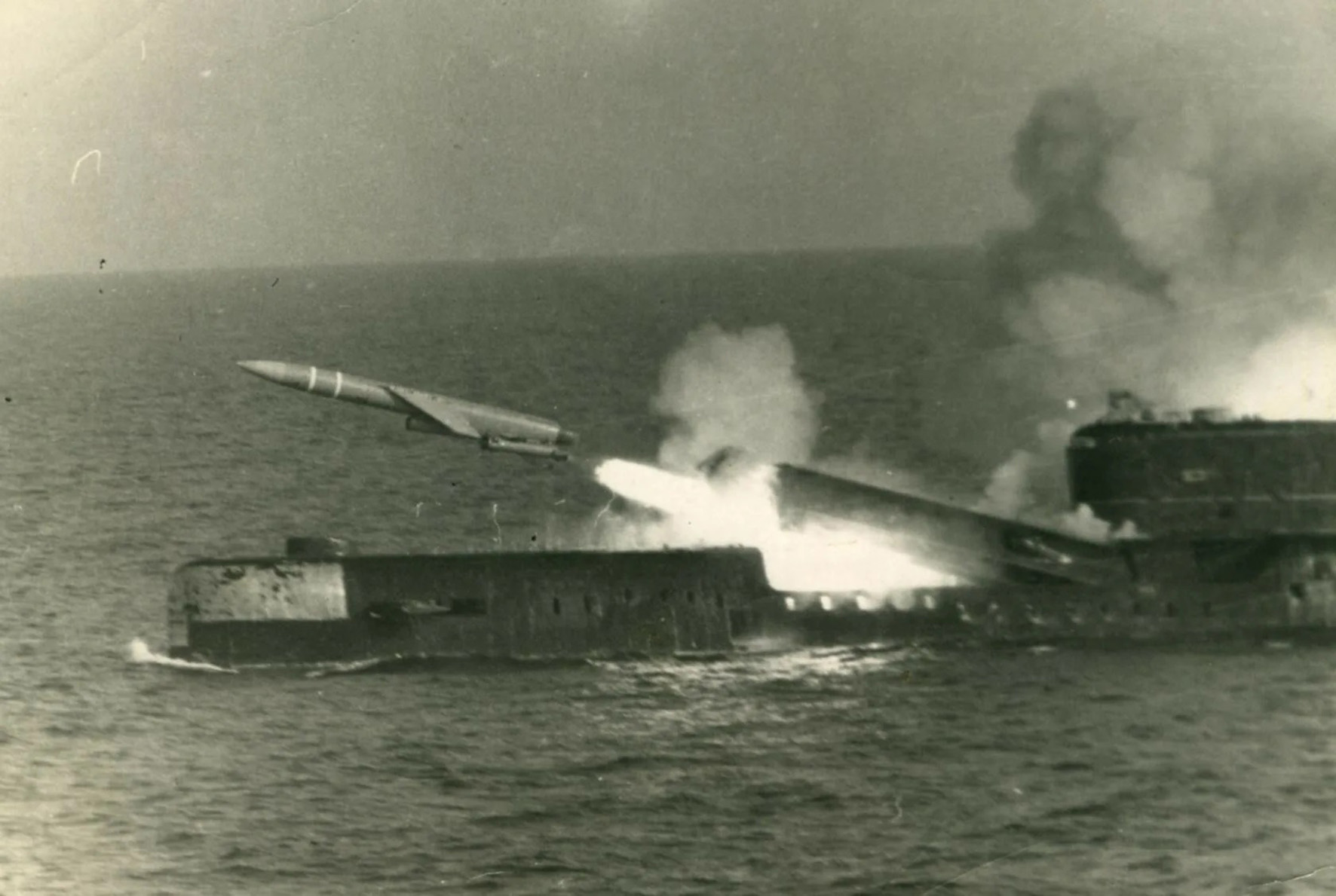
En Echo-klass ubåt avfyrar en P-6 robot.
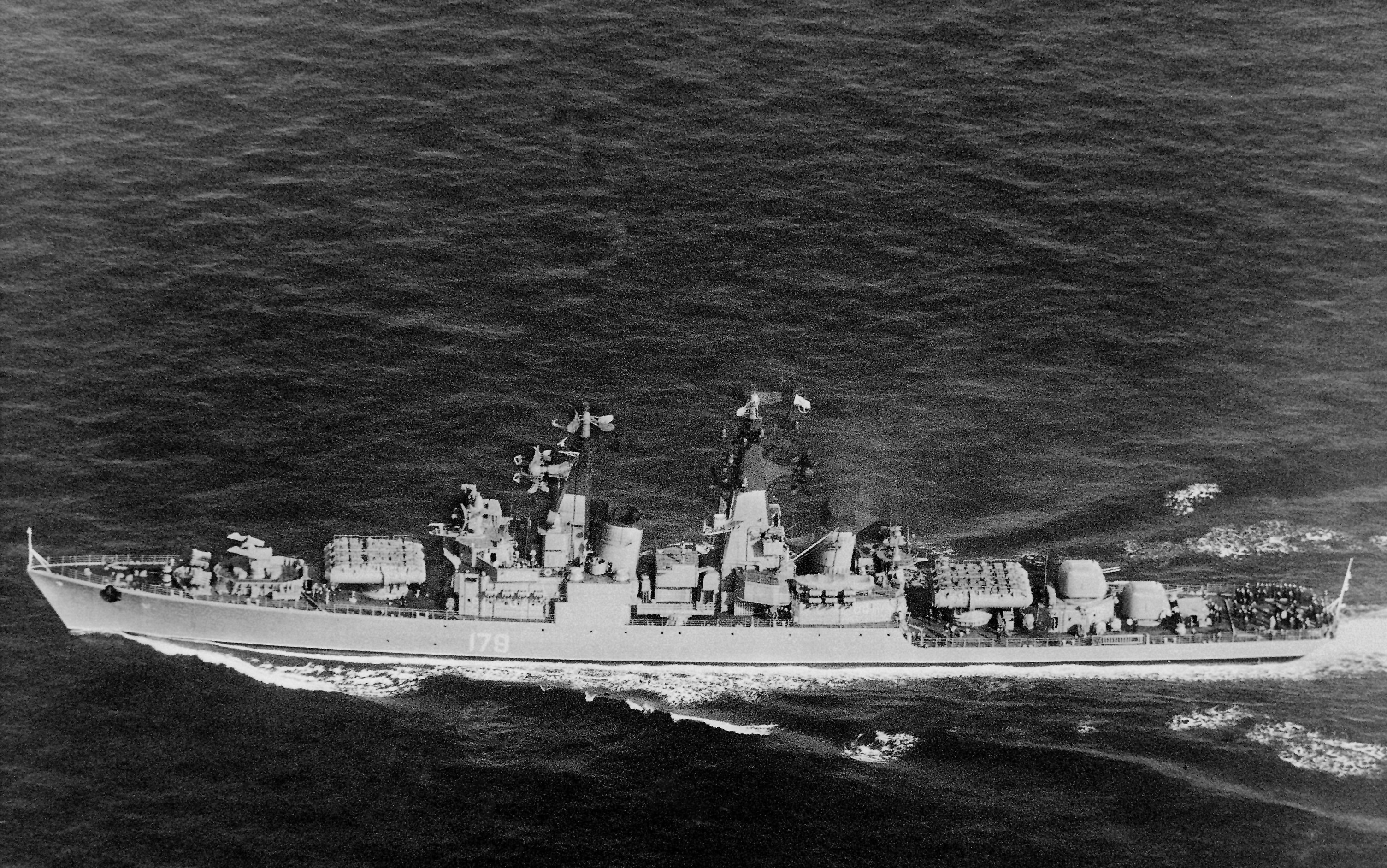
Kryssaren Groznyj med fyra avfyringstuber för P-35-robotar på fördäck och ytterligare fyra på akterdäck.